# Arnolds Štauvers
Arnolds Štauvers (* 13. Oktoberjul. / 26. Oktober 1908greg. in Riga; † 15. Oktober 1984 ebenda) war ein lettischer Fußballspieler und -trainer sowie Tischtennisspieler.

## Karriere und Leben
Arnolds Štauvers wurde in Riga in die Familie des Klempners Jānis Stauvers und seiner Frau Anna geboren. In den dreißiger Jahren arbeitete er als Straßenbahnschaffner. Im November 1934 verletzte er sich bei der Arbeit schwer am Bein. Im selben Jahr hatte er Anna Lapina geheiratet, mit der er eine Tochter hatte.
Er begann mit seiner Fußballkarriere bei JKS Riga, einem Verein christlicher junger Menschen. Nachdem er einige Jahre in dessen erster Mannschaft gespielt hatte und Kandidat für die lettische Nationalmannschaft wurde, wechselte er 1929 zu dem ambitionierteren RFK Riga. Beim RFK verbrachte er die besten Jahre seiner Karriere. 1930 und 1931 wurde er lettischer Meister. In seiner besten Saison (1931) erzielte der Mittelfeldspieler in der Virslīga 5 Tore. In den folgenden Jahren spielte er immer unregelmäßiger, 1934 fehlte er wegen seiner berufsbedingten Beinverletzung fast die gesamte Saison. Nach seiner Rückkehr von der Verletzung spielte er noch auf niedrigerem Niveau weiter, vermutlich weil ihn die Folgen der Verletzung daran hinderten, auf höherem Niveau zu spielen. Im Sportverein des 5. Rigaer Heimwehr-Regiments (5. Rīgas Aizsargu sporta komandu) und der Mannschaft der Straßenbahnarbeiter spielte er noch bis 1940 unterklassig.
Nach dem Zweiten Weltkrieg war er Trainer von Spartak Riga.
Er bestritt vier Länderspiele in der lettischen Nationalmannschaft, im letzten davon gegen Estland im September 1931 erzielte er ein Tor. 1929 und 1931 nahm er mit der Mannschaft am Baltic Cup teil.
Er starb im Jahr 1984 im Alter von 75 Jahren in seiner Geburtsstadt Riga und wurde auf dem Friedhof in Ulbroka begraben.

### Tischtennis
Arnolds Štauvers war ein guter Tischtennisspieler in Lettland. Er nahm 1929 an der Weltmeisterschaft in Ungarn teil und spielte im Doppel mit Arnoldu Ošišin.

## Erfolge
mit dem RFK Riga:
- Lettischer Meister (2): 1930, 1931